# 夸龙
夸龙（法語：Coyron，法語發音：[kwaʁɔ̃]）是法国汝拉省的一个市镇，位于该省中南部，安河左岸，属于圣克洛德区。

## 地理
夸龙（46°30'40"N, 5°42'19"E）面积5.53 平方千米，位于法国勃艮第-弗朗什-孔泰大區汝拉省，该省份为法国东部内陆省份，北起上索恩省，西北接科多尔省，西临索恩-卢瓦尔省，南至安省，东与杜省和瑞士接壤。
与夸龙接壤的市镇（或旧市镇、城区）包括：安河畔巴雷西亚、迈索、默西亚、奥热莱、图瓦里亚、拉图迪梅。

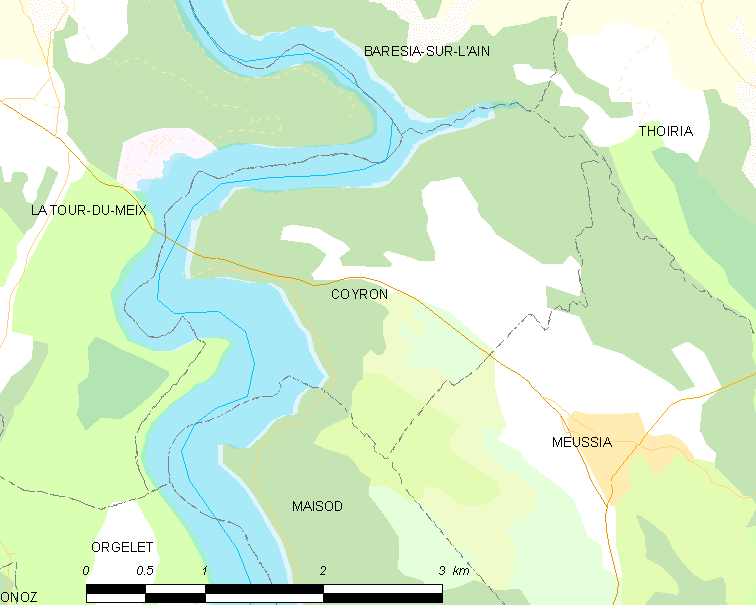
夸龙的OSM定位图

夸龙的时区为UTC+01:00、UTC+02:00（夏令时）。

## 行政
夸龙的邮政编码为39260，INSEE市镇编码为39175。

## 政治
夸龙所属的省级选区为穆瓦朗昂蒙塔涅县。

## 人口

1962-2008年间夸龙人口变化图示

夸龙于2022年1月1日时的人口数量为69人。